# Zamek w Broniszowie
Zamek w Broniszowie – zamek w województwie lubuskim, w powiecie nowosolskim, w gminie Kożuchów, w miejscowości Broniszów.

## Historia zamku

### Zamek gotycki
W miejscu dzisiejszego założenia w XII wieku zbudowano zamek rycerski, którego właścicielem był Bronisław, komes Bytomia Odrzańskiego leżącego na terenie Księstwa głogowskiego na Dolnym Śląsku.

### Zamek renesansowy
Przed 1608 rokiem średniowieczny zamek rozbudowano w renesansową rezydencję, której plan uzyskał kształt litery L. Rezydencja miała trzy kondygnacje i była zdobiona dekoracją sgraffitową. Na parterze powstały dwie obszerne sale – jedna nakryta sklepieniem kolebkowym z lunetami ozdobionymi stiukową dekoracją okuciową. Druga – stropem belkowym pokrytym bogatą renesansową dekoracją stiukową (koniec XVI w.), o motywach roślinnej groteski, gwiazd, rozet, anielskich główek i profilowych popiersi. Ubytki w elewacji odsłaniają renesansową dekorację sgraffitową o motywach roślinnych. W ścianie północnej znajduje się wejście główne z kamiennym późnorenesansowym portalem z bogatą dekoracją roślinną i inskrypcją:

ANNO MISSERIMA FORTUNA QUAE INIMICIS CARET 1608
W XIX wieku, do renesansowego dworu dobudowano ceglany mur i widokową basztę w stylu neogotyckim, dzięki czemu powstał mały wewnętrzny dziedziniec. Dwór otoczono fosą połączoną ze stawem. Od wschodu, między lizjerami parku, leży łąka spacerowa. W 1839 roku właścicielami pałacu stała się rodzina von Tschamer und Quaritz, której, po 1945 roku, ówczesny rząd polski odebrał pałac i przekazał miejscowemu PGR.
Od 1986 roku w zamku w Broniszowie odbywały się Ogólnopolskie Warsztaty Fotograficzne.

## Prace remontowe
W 2010 roku zrujnowany pałac stał się własnością prywatną i rozpoczął się jego remont. Od tego czasu jest poddawany systematycznym pracom konserwatorskim.
Do tej pory wyremontowano:
- Sala Sklepiona, w tym renesansowe sklepienie i dębowa podłoga, konserwacja renesansowych tynków sgraffitowych i przemurowanie pęknięć murów obwodowych (2011 r.)
- skrzydło południowe (mieszkalne) (2012 r.)
- Sala Paradna, w tym strop zdobiony renesansowymi polichromiami i wzmocnienie stropu Sali Balowej (2013 r.)
- prace konserwatorskie przy sztukateriach na stropie Sali Balowej (2014 r.)
- remont i wymiana okien (2015 r.)
- prace dachowe, włącznie z rynnami i przykryciem wieży południowej (2016 r.)
- umeblowanie pomieszczeń, zakończenie odtwarzania stropów (2017 r.)

## Galeria

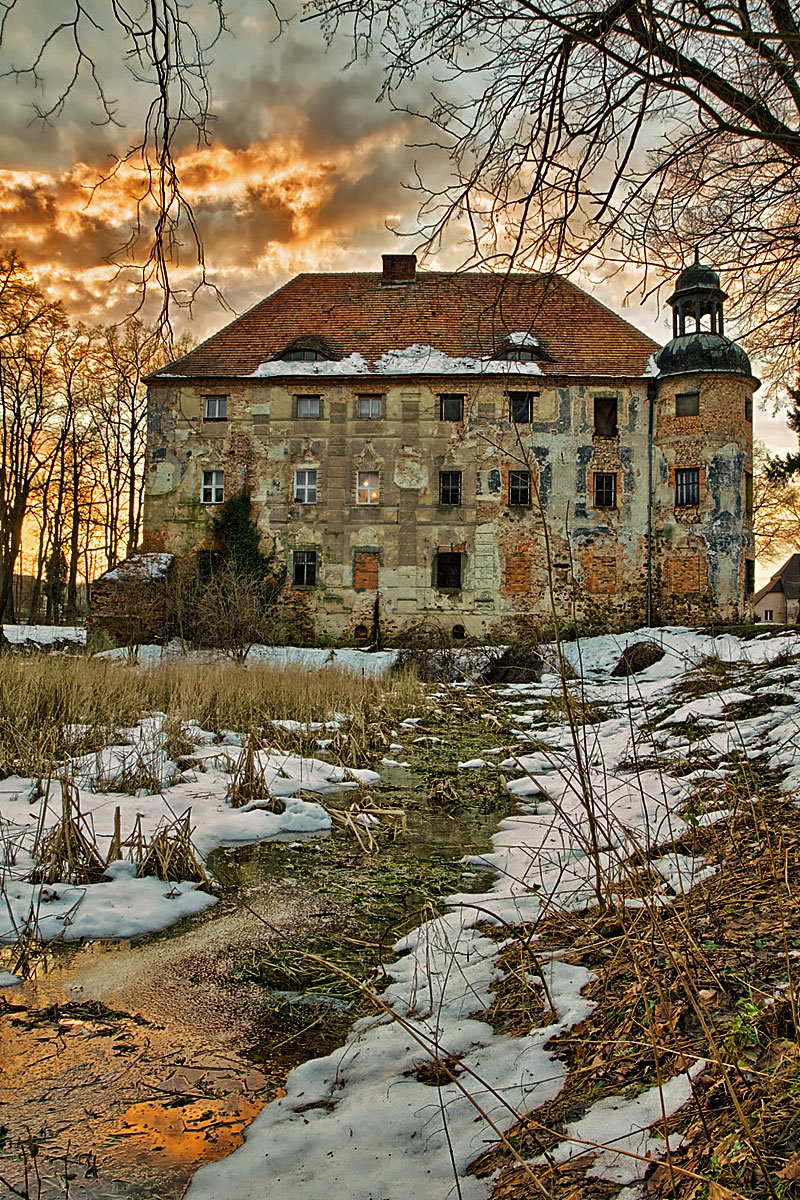
Zamek w styczniu 2011
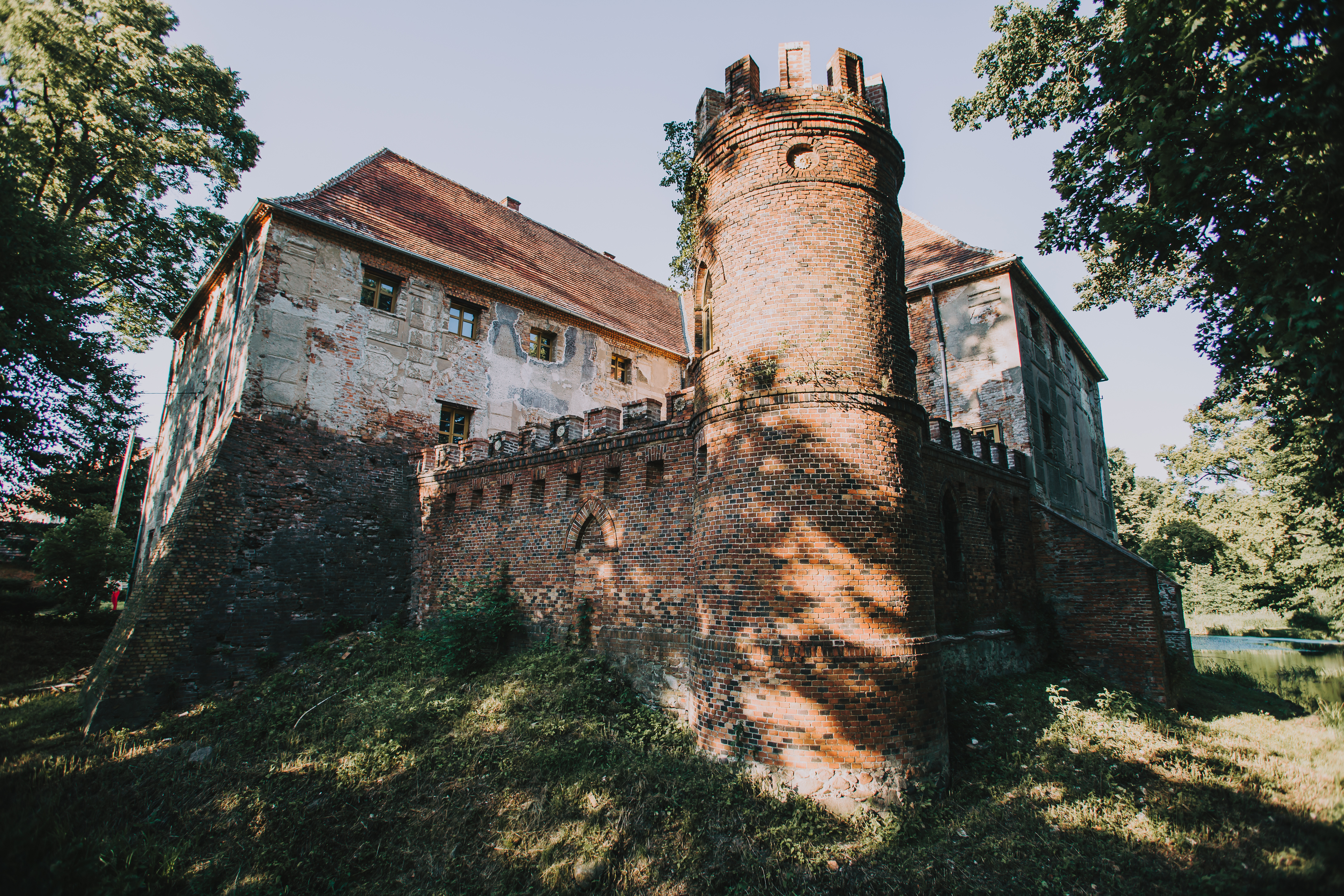
Widok od strony wieży
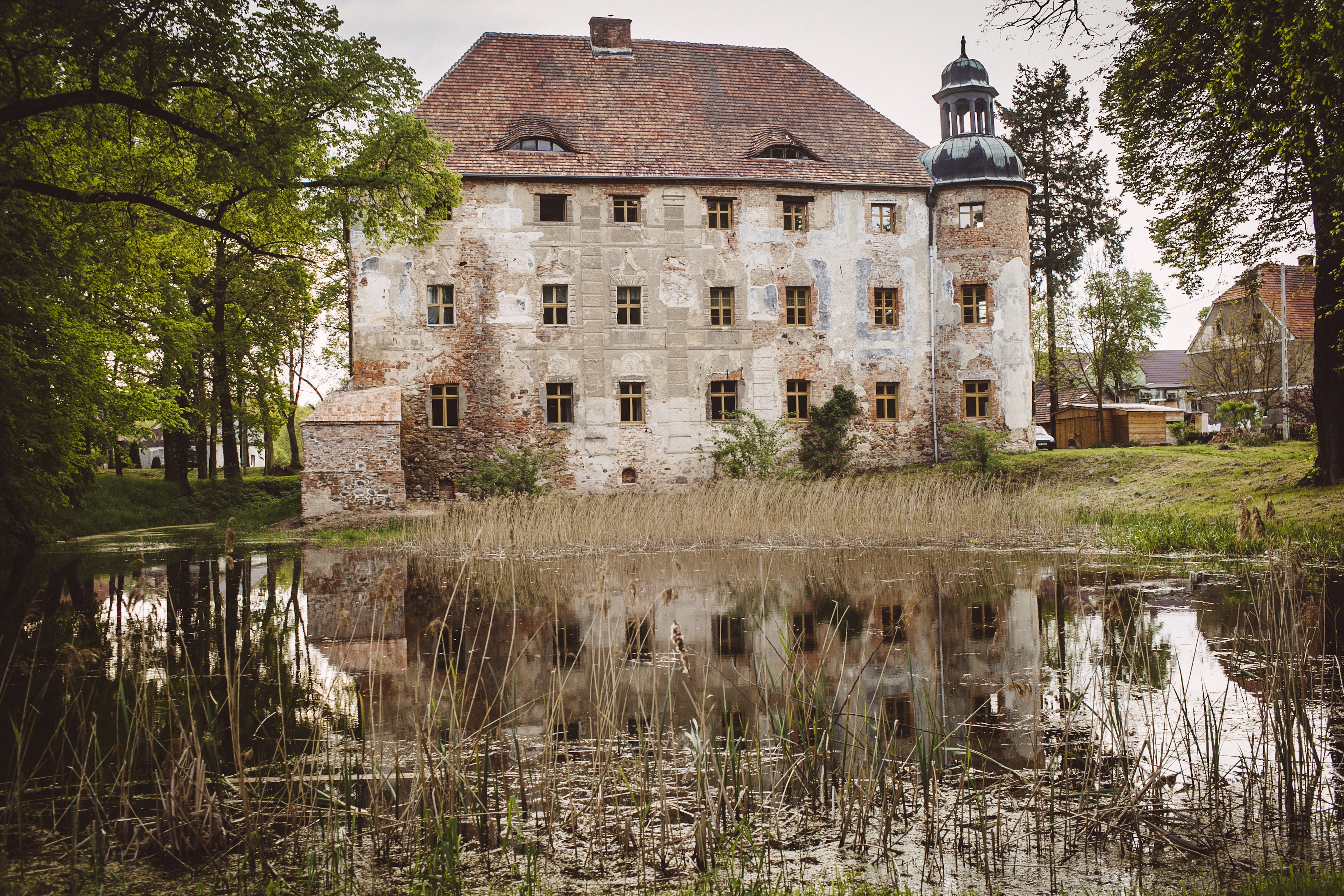
Widok od strony stawu
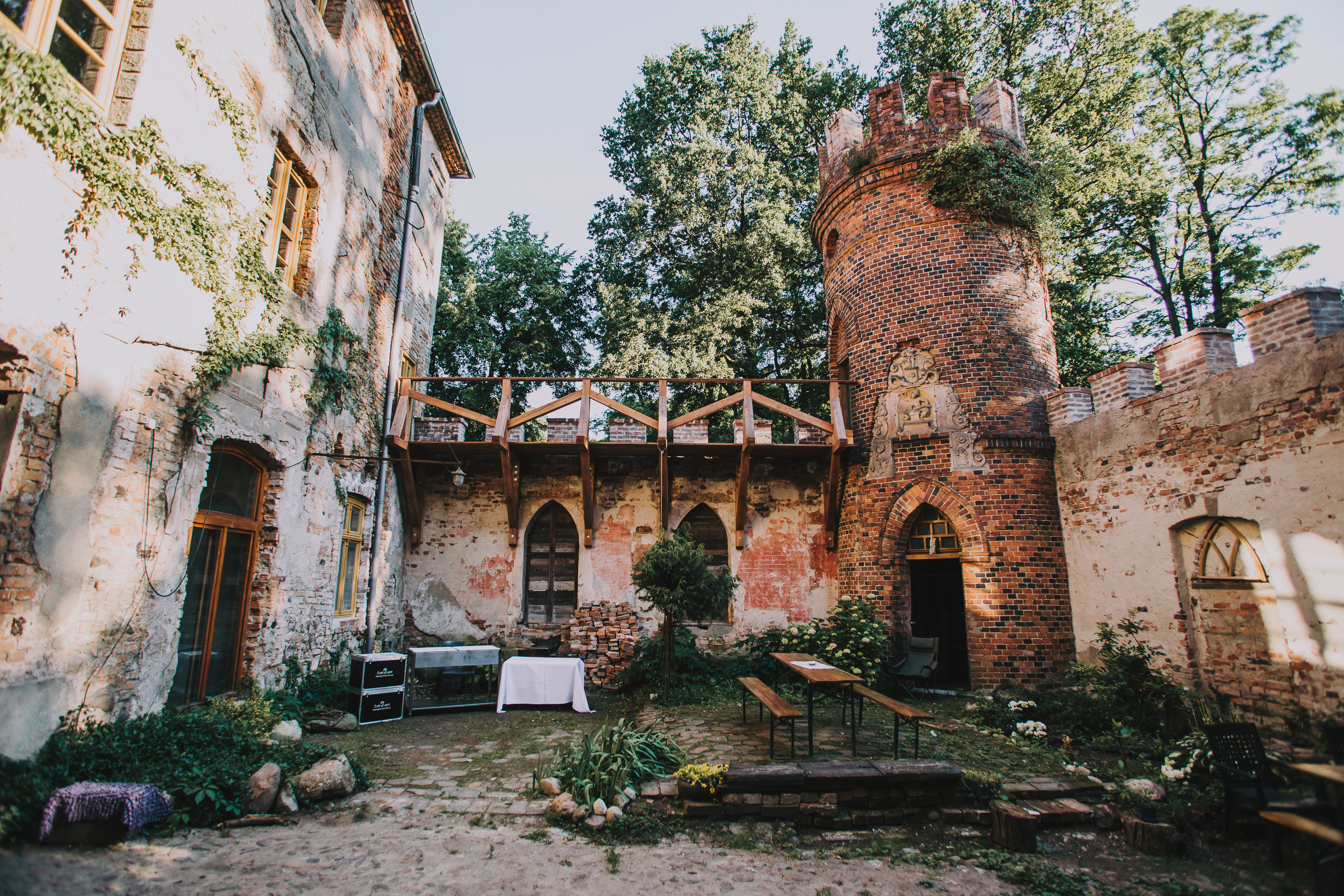
Dziedziniec zamku